# Nana del Forn
La Nana del Forn és una galàxia satèl·lit de la Via Làctia que forma part del Grup Local. Es troba a la constel·lació austral del Forn, a 460.000 anys llum de la Terra. Amb un diàmetre d'aproximadament 6.000 anys llum, la seva magnitud visual és de 9,3. Va ser descoberta el 1938 per Harlow Shapley.
Encara que és una galàxia nana el·líptica, la seva mida és diverses vegades més gran que altres galàxies nanes de l'entorn de la Via Làctia (com per exemple la Galàxia Nana de la Quilla o la Galàxia Nana del Drac), i conté molts milions d'estrelles, encara que la més brillant amb prou feines assoleix una magnitud visual de 19. Les seves estrelles tenen una edat d'entre tres i deu mil milions d'anys, essent quasi totes elles de Població II. S'estima que el 90% de la galàxia està constituït per matèria fosca.
La galàxia Nana del Forn posseeix sis cúmuls globulars orbitant-la, i de fet el més brillant d'ells, NGC 1049, va ser descobert abans de la mateixa galàxia.